# رحلة ميدانية

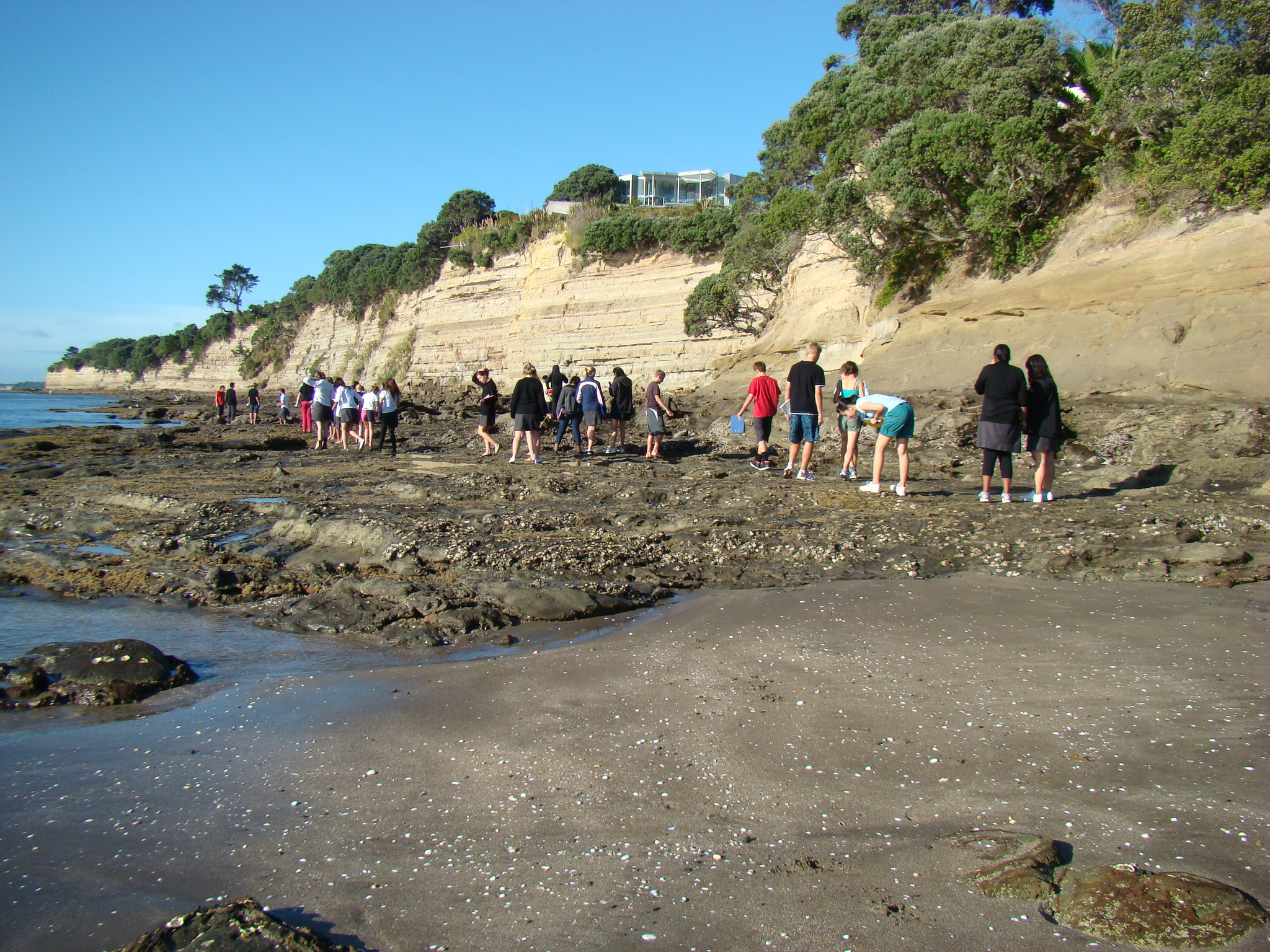

إن الرحلة أو النزهة الميدانية، أو الرحلة أو الجول المدرسية  هي رحلة تقوم بها مجموعة من الأفراد بعيدًا عن البيئة التي يوجدون فيها عادةً. وعادةً ما يكون الغرض من الرحلة هو الملاحظة العلمية من أجل التعليم أو البحث غير التجريبي أو تزويد الطلاب بخبرات إضافية خارج نطاق أنشطتهم اليومية، مثل الذهاب للتخييم مع المعلمين ومع زملائهم الدراسيين. إن الهدف من هذا البحث هو رصد الموضوع على حالته الطبيعية وربما جمع العينات. في الثقافة الغربية، يتعامل الأفراد لأول مرة مع هذه الطريقة أثناء سنوات الدراسة عندما يؤخذ طلبة الفصول في رحلات مدرسية لزيارة مظهر من مظاهر التضاريس الجيولوجية أو الجغرافية، على سبيل المثال. حيث كانت معظم الأبحاث المبكرة في مجال العلوم الطبيعية تجري بهذه الطريقة. ويعد تشارلز داروين مثالاً هامًا على الأشخاص الذين قدموا إسهامات في العلوم من خلال استخدام طريقة الرحلات الميدانية. تصلح هذه الطريقة عمومًا لطلاب التعليم الأساسي والثانوي والكليات. وعادةً ما تكون الرحلات الميدانية محلية، ولكنها قد تكون دولية لطلاب المدارس الثانوية.
للتخفيف من مخاطر هذه الرحلات ونفقاتها أضفت معظم أنظمة المدارس حاليًا طابعًا رسميًا على إجراءات الرحلات الميدانية المتعلقة بالرحلة بالكامل من حيث التكلفة والموافقة وتحديد الموعد مرورًا بالتخطيط للرحلة الفعلية والأنشطة التي تعقبها.